# Szamhan
A Szamhan (Samhan)-korszak a koreai történelemben az i.e. 1. és i.sz. 4. század közé tehető, ekkor a Koreai-félsziget déli részét három államszövetség, Mahan, Csinhan (Jinhan) és Pjonhan (Byeonhan) foglalta el, melyek a laza törzsi államokból álló Csin (Jin)ből váltak ki.

## Története
Mahan a félsziget délnyugati részén helyezkedett el, Csinhan (Jinhan) a Naktong (Nakdong) folyótól keletre, Pjonhan (Byeonhan) pedig a folyótól nyugatra. Mahan volt a legnagyobb, 54 városálammal, Csinhan (Jinhan) és Pjonhan (Byeonhan) 12-12 állammal rendelkeztek. Mahan legerősebb városállama Pekcse (Baekje) volt, a mai Szöul közelében; belőle fejlődött ki később a Pekcse (Baekje) királyság. Csinhan (Jinhan), melyet Üman Csoszon (Wiman Joseon)ból érkező bevándorlók alapítottak, a mai Kjongdzsu (Gyeongju) területén feküdt, legerősebb városállama Szaro (사로, Saro) volt, melyből később Silla lett. Pjonhan (Byeonhan) kiváló vasmegmunkálásáról ismert, Japánnal is kereskedett. Hat államából alakult meg a Kaja (Gaya) államszövetség.

## Kultúrája
Kevés fellelhető információ van a három államszövetség politikai, társadalmi és gazdasági állapotáról. Történészek úgy vélik, erős volt a klánstruktúra, egy klánon belül nem lehetett házasodni, és az államszövetségeket törzsi vezetőkből álló tanács irányította; Csinhan (Jinhan) törzsi tanácsának a neve hvabek (hwabaek) volt. Vallásukra a sámánizmus volt a jellemző, a sámán elnevezése cshongun (천군, 天君, „mennyei úr”, cheongun) volt. A vallás és az állam elvált egymástól, emiatt fejlettebb társadalomnak tartják a Szamhan (Samhan)-korabelit, mint a kodzsoszon (gojeoson)it vagy a pujóit (buyeóit). Az államszövetségekben élők rituális ünnepeket tartottak, például a 10. holdhónapban aratóünnepet ültek, az 5. holdhónapban pedig tavaszünnepet tartottak. A földet kommunális felosztásban művelték, azaz mindenki segített a másiknak megművelni a birtokát, egyfajta forgórendszerben. Temetkezési szokásaikra a halomsírok építése volt jellemző.